# アーマンド・マーサル
アーマンド・マーサル（Armando Marçal、1956年12月17日 - ）は、マルチャジーニョ (Marçalzinho)としても知られる、ブラジルの打楽器奏者である。

## 略歴
マーサルは14歳で音楽を始めた。1978年から1986年までブラジル最大のサンバ学校「GRESポルテラ」を運営したメストレ・マーサル（1930年-1994年）の息子として知られるほか、祖父のアーマンド・マーサルはサンバ作曲家として有名であり、アルセビアデス・ビデ・バルセロスと一緒に有名なサンバ・デュオを結成した人物だった。
米国では、マーサルはパット・メセニー、ポール・サイモン、ドン・チェリーなどのアーティストと仕事をした。ブラジルでは、ガル・コスタ、ジョルジ・ベンジョール、カエターノ・ヴェローゾ、ジョアン・ボスコ、ジャヴァン、ヴァネッサ・ダ・マタ、シコ・ブアルキ、「ブリッツ」、イヴァン・リンス、エリス・レジーナなど、ブラジルのポピュラー・ミュージックの有名人と一緒に仕事をしてきた。オス・パララマス・ド・スセッソにパーカッションの仕事を紹介され、また、バンド「ルル」のメンバーでもあった。

## ディスコグラフィ

### ソロ・アルバム
- Lado a Lado (2007年、Tratore)[3]

### パット・メセニー・グループ
- 『スティル・ライフ』 - Still Life (Talking) (1987年、Geffin)
- 『レター・フロム・ホーム』 - Letter From Home (1989年、Geffin)
- 『ザ・ロード・トゥ・ユー』 - The Road To You (1993年、Geffin)

### パット・メセニー
- 『シークレット・ストーリー』 - Secret Story (1991年、Geffin)

### その他の参加アルバム
- フリオ・イグレシアス : Libra (1985年、Sony)
- ステファン・レムラー : Lotto (1988年、Mercury)
- ジャヴァン : 『ジャヴァン』 - Djavan (1989年、Discos CBS)
- ポール・サイモン : 『リズム・オブ・ザ・セインツ』 - The Rhythm of the Saints (1991年、Warner Bros.)
- ポール・サイモン : The Paul Simon Anthology (1993年、Warner Bros.)
- マット・ビアンコ : 『サンバ・イン・ユア・カーサ』 - Samba in Your Casa (1991年、East West)
- リオ : 『ポップ・モデル』 - Pop Model (2005年、ZE)
- イヴァン・リンス - Saudades de Casa (2007年、Warner Music Latina)
- ステファノ・ボラーニ - Carioca (2008年、EmArcy)[4]
- ジョアン・ボスコ : Samba Fever (2014年、ARC)[3]